# Hennessey
Hennessey is een plaats (town) in de Amerikaanse staat Oklahoma, en valt bestuurlijk gezien onder Kingfisher County.

## Demografie
Bij de volkstelling in 2000 werd het aantal inwoners vastgesteld op 2058.
In 2006 is het aantal inwoners door het United States Census Bureau geschat op 2048, een daling van 10 (-0,5%).

## Geografie
Volgens het United States Census Bureau beslaat de plaats een oppervlakte van
9,6 km², geheel bestaande uit land. Hennessey ligt op ongeveer 354 m boven zeeniveau.

## Plaatsen in de nabije omgeving
De onderstaande figuur toont nabijgelegen plaatsen in een straal van 28 km rond Hennessey.

## Geboren in Hennessey
- Nicki Aycox (1975-2022), actrice